# Обозрение творчества Чаплина в «Эссеней»
Обозрение творчества Чаплина в «Эссеней» (англ. The Essanay-Chaplin Revue of 1916, другое название — The Chaplin Revue of 1916) — немой полнометражный фильм-киноальманах, выпущенный 21 октября 1916 года и представляющий собой компиляцию из трёх короткометражек Чарли Чаплина — «Бродяга», «Его новая работа» и «Ночь напролёт», — снятых на киностудии «Essanay» в течение 1915 года. Монтажом руководил Лео Уайт — известный актёр, снявшийся во многих фильмах Чаплина.
Вместе с расширенной версией картины «Кармен» и лентой «Тройная неприятность», этот альманах является своеобразным «производным творчеством», которое основано на фильмах Чаплина, но при этом сделано без его ведома.

## Сюжет
Бродяга спасает от трёх грабителей девушку, в которую влюбляется. Та устраивает его к своему отцу на ферму, где Бродяга постоянно конфликтует с другим помощником и попадает в несуразные истории. Однажды он спасает ферму от ограбления, но его поступок недолго оценивается геройски — к девушке приезжает молодой жених. Огорчённый Бродяга покидает ферму, оставив возлюбленной короткую записку.
Проходит время. Бродяга решает устроиться на киностудию «Lodestone» статистом и конфликтует со своим косоглазым соперником. Бродягу направляют помощником к азартному плотнику, однако один из актёров киностудии, несогласный с видением режиссёра, уходит. Бродяге предлагают его заменить, на что тот соглашается, но случайно путает гримёрки и надевает костюм артиста, играющего главную роль. Впрочем, и тут он впутывается в разные ситуации и конфликтует — и с грубым режиссёром, и с косоглазым соперником, ставшим новым помощником плотника.
Прошло ещё какое-то время. Бродяга сдружился с косоглазым работником и, будучи навеселе, отправился с ним в ресторан. Однако там приятели ссорятся с денди, и их вышвыривает метрдотель. Бродяга возвращается в гостиницу, где живёт, и решает приударить за женщиной, видимо, той самой дочкой фермера. Однако она замужем за метрдотелем, и Бродяга, боящийся его гнева, переселяется в другую гостиницу. Но туда же переселяются и недовольные обслуживанием в первой гостинице метрдотель с женой. Выпивший Бродяга пытается избежать встречи с ними, и в итоге после ряда приключений оказывается в ванне, доверху наполненной водой.

## В ролях
- Чарли Чаплин — Бродяга
- Эдна Пёрвиэнс — возлюбленная Бродяги
- Лео Уайт — жулик / денди / работник киностудии / актёр / гостиничный клерк
- Эрнест Ван Пелт — фермер
- Пэдди Макгуайр — батрак
- Билли Армстронг — поэт / статист
- Ллойд Бэкон — жулик / жених возлюбленной
- Бад Джемисон — жулик / муж возлюбленной
- Бен Тёрпин — косоглазый друг
- Шарлотта Мино — кинозвезда
- Роберт Болдер — президент студии
- Чарльз Стайн — режиссёр
- Артур Бэйтс — плотник
- Джесс Роббинс — оператор
- Агнес Эйрс — работница киностудии
- Глория Свенсон — работница киностудии
- Фред Гудвинс — гостиничный клерк